# La devoradora (película)
La devoradora es una película de drama y suspenso mexicana de 1946 producida, escrita y dirigida por Fernando de Fuentes, y protagonizada por María Félix y Conchita Gentil Arcos.

## Trama
María Félix interpreta a Diana de Arellano, «La Devoradora». La trama se inicia cuando su primer novio, un joven sin dinero quien la confronta al enterarse de que ella se casará con un hombre de edad y adinerado sólo por interés y se suicida. Al tener el cadáver en su casa, involucra a su prometido y al sobrino de éste para que la ayuden a desaparecer el cadáver. Sin embargo, también utilizará sus encantos femeninos para conquistar al sobrino, con quien tendrá relaciones.

## Elenco
- María Félix como Diana de Arellano «La Devoradora»
- Luis Aldás como Miguel Iturbe
- Julio Villarreal como Don Adolfo Gil
- Felipe de Alba como Pablo Ortega
- Arturo Soto Rangel como Don Manuel Ortega
- Conchita Gentil Arcos como Jacinta
- Salvador Quiroz como Inspector
- Manuel Arvide como Ricardo Galván
- Manuel Trejo Morales como Ernesto
- Salvador García como Cantante (no acreditado)
- Joaquín Roche como Mayordomo (no acreditado)
- Humberto Rodríguez como Gregorio, portero (no acreditado)